# 程一寧

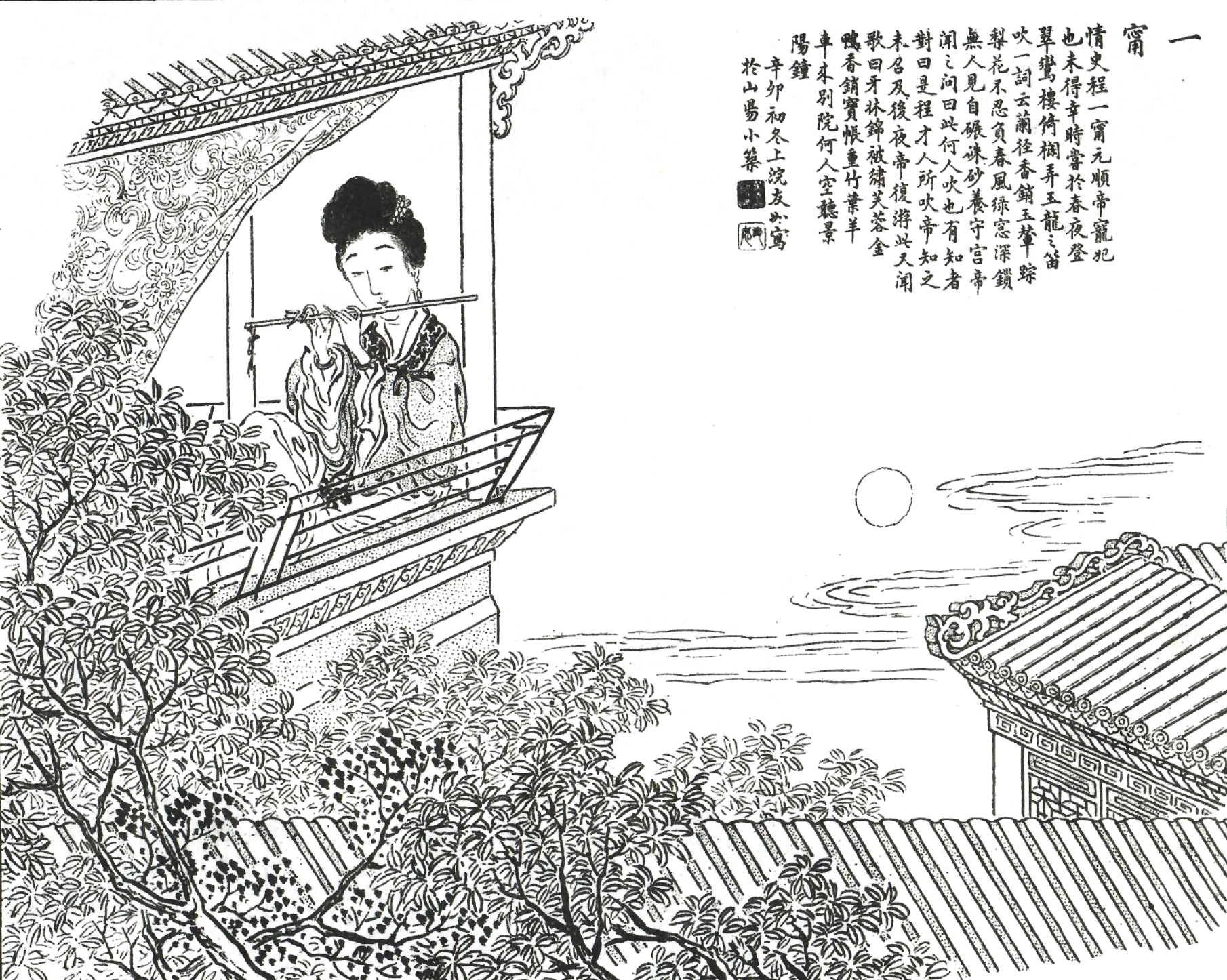
程一寧，出自《古今百美圖》

程一宁，元朝女性人物，生卒年不详，生活在元顺帝时期。
程一宁入宫之后为才人，不被皇帝宠幸，于是吹笛诉怨，使得顺帝动心，于是被皇帝面召，从此以善歌吹笛，备受宠爱，封为淑妃。为顺帝宫中七贵之一，存诗四首。
其一：兰径香消玉辇踪，梨花不忍负春风。绿窗深锁无人见，自碾朱砂养守宫。
其二：牙床锦被绣芙蓉，金鸭香消宝帐重。竹叶羊车来别院，何人空听景阳钟。
其三：淡月轻寒透碧纱，窗屏睡梦听啼鸦。春风不管愁深浅，日日开门扫落花。
《惜春》：春光欲去疾如梭，冷落长门苔藓多。懒上妆台脂盖蠹，承恩难比雪儿多。